# Амасия (Армавирская область)
Амасия (арм. Ամասիա) — село в Армавирской области Армении. Основано в 1930 году.

## География
Село расположено в южной части марза, к востоку от автодороги , на расстоянии 10 километров к юго-западу от города Армавир, административного центра области. Абсолютная высота — 890 метров над уровнем моря.
Климат
Климат характеризуется как семиаридный (BSk в классификации климатов Кёппена). Среднегодовая температура воздуха составляет 11,8 °C. Средняя температура самого холодного месяца (января) составляет −3,3 °С, самого жаркого месяца (июля) — 25 °С. Расчётная многолетняя норма атмосферных осадков — 299 мм. Наибольшее количество осадков выпадает в мае (51 мм).

## Население
| Год переписи | Население          | Население          | Население          | Население            | Население            | Население            |
| Год переписи | Наличное население | Наличное население | Наличное население | Постоянное население | Постоянное население | Постоянное население |
| Год переписи | Всего              | Мужчины            | Женщины            | Всего                | Мужчины              | Женщины              |
| ------------ | ------------------ | ------------------ | ------------------ | -------------------- | -------------------- | -------------------- |
| 2001         | 905                | 430                | 475                | 958                  | 471                  | 487                  |
| 2011         | 830                | 414                | 416                | 850                  | 432                  | 418                  |